# 축산학
축산학(Zootechnics)은 가축의 사육 및 길들여진 동물의 번식에 대한 학문 분야이다.
오늘날에는 동물을 존중하는 마음이 확산되면서, 말이나 애완동물을 포괄할 수 있는 동물과학이라는 더 넓은 개념을 가리키는 용어가 많이 쓰이고 있다.